# Contea di Shouning
La contea di Shouning (寿宁县S, Shòuníng XiànP) è una contea della Cina, situata nella provincia del Fujian.